# Мужская сборная Пуэрто-Рико по софтболу
Мужская национальная сборная Пуэрто-Рико по софтболу — представляет Пуэрто-Рико на международных софтбольных соревнованиях. Управляющей организацией выступает Федерация софтбола Пуэрто-Рико (исп. Federación de Softbol de Puerto Rico).

## Результаты выступлений

### Чемпионаты мира
| Год        | Победы         | Поражения      | Место          |
| ---------- | -------------- | -------------- | -------------- |
| 1966       | 7              | 6              | 4              |
| 1968       | 5              | 4              | 6              |
| 1972—1992  | не участвовали | не участвовали | не участвовали |
| 1996       | 5              | 5              | 11             |
| 2000—2004  | не участвовали | не участвовали | не участвовали |
| 2009       | 2              | 5              | 12             |
| 2013-н. в. | не участвовали | не участвовали | не участвовали |

### Панамериканские чемпионаты по софтболу
| Год       | Победы         | Поражения      | Место          |
| --------- | -------------- | -------------- | -------------- |
| 1981—1993 | не участвовали | не участвовали | не участвовали |
| 1998      | 4              | 7              | 10             |
| 2002      | 6              | 7              | 9              |
| 2006      | 5              | 4              | 6              |
| 2012      | 2              | 7              | 8              |
| 2014      | не участвовали | не участвовали | не участвовали |
| 2017      | 2              | 5              | 12             |
| 2022      |                |                |                |

### Панамериканские игры
| Год        | Победы                                           | Поражения                                        | Место                                            |
| ---------- | ------------------------------------------------ | ------------------------------------------------ | ------------------------------------------------ |
| 1979       | 6                                                | 3                                                | 3                                                |
| 1983—2003  | не участвовали                                   | не участвовали                                   | не участвовали                                   |
| 2007—2011  | не было турнира по софтболу среди мужских команд | не было турнира по софтболу среди мужских команд | не было турнира по софтболу среди мужских команд |
| 2015—н. в. | не участвовали                                   | не участвовали                                   | не участвовали                                   |

### Игры Центральной Америки и Карибского бассейна
| Год        | Победы                      | Поражения                   | Место                       |
| ---------- | --------------------------- | --------------------------- | --------------------------- |
| 1926—1938  | турнира по софтболу не было | турнира по софтболу не было | турнира по софтболу не было |
| 1946       |                             |                             | ??                          |
| 1950—1970  | турнира по софтболу не было | турнира по софтболу не было | турнира по софтболу не было |
| 1974       |                             |                             | 2                           |
| 1978       |                             |                             | 2                           |
| 1982       |                             |                             | ??                          |
| 1986       |                             |                             | 3                           |
| 1990       |                             |                             | ??                          |
| 1993       |                             |                             | ??                          |
| 1998       | 8                           | 2                           | 3                           |
| 2002       | 5                           | 4                           | 3                           |
| 2006       | 3                           | 4                           | 5                           |
| 2010       | 2                           | 4                           | 4                           |
| 2014—н. в. | не участвовали              | не участвовали              | не участвовали              |